# 呕吐毒素
呕吐毒素（英語：Vomitoxin），又称脱氧雪腐镰刀菌烯醇（DON），属于B型单端孢霉烯族，一类倍半萜化合物。这种霉菌毒素主要存在於小麦、大麦、燕麦、黑麦和玉米等谷物中，在水稻、高粱和黑小麥中较少见。脱氧雪腐镰刀菌烯醇的出现主要与玉蜀黍赤霉（Gibberella zeae）和禾秆镰孢菌（F.culmorum）有关，这两种都是重要的植物病原体，在玉米中引起镰刀菌枯萎病和在小麦中引起赤霉病。已经确定了小麦中镰刀菌枯萎病的发病率与脱氧雪腐镰刀菌烯醇污染之间的直接关系。鐮刀菌枯萎病的发病率与开花时（开花期）的水分密切相关，降雨的时间而不是雨量是最关键的因素。然而，由于毒素的浸出，收获时间增加的水分量与小麦籽粒中呕吐毒素的量较低有关。此外，脱氧雪腐镰刀菌烯醇含量受到栽培品种对镰刀菌种，先前作物，耕作方法和杀真菌剂使用的敏感性的显着影响。由于暴雨的因素，它在挪威的谷物中大量出现。玉蜀黍赤霉在25℃的温度和0.88以上的水分活度下最佳生长。禾秆镰孢菌在21°C，水分活度高于0.87时生长最佳。这两个物种的地理分布也似乎与温度有关，玉蜀黍赤霉是在较温暖的气候中发生的更常见的物种。脱氧雪腐镰刀菌烯醇与发生在人和农场动物中的霉菌毒素事件有关。

## 致病机制
呕吐毒素属于一类霉菌毒素（单端孢霉烯），它们是蛋白质合成的强抑制剂。暴露于呕吐毒素会将导致大脑对氨基酸色氨酸的摄取增加，从而增加其对5-羟色胺的合成。血清素水平升高被认为是DON和其他单端孢菌素引起厌食作用的原因。胃肠道的刺激也可能在减少采食量方面起作用，并且还可以部分地解释在禁食期间母猪中观察到的食管胃溃疡的高发病率。在人类中，DON被广泛地葡萄糖醛酸化并通过尿液排泄。